# 로켓다인 F-1

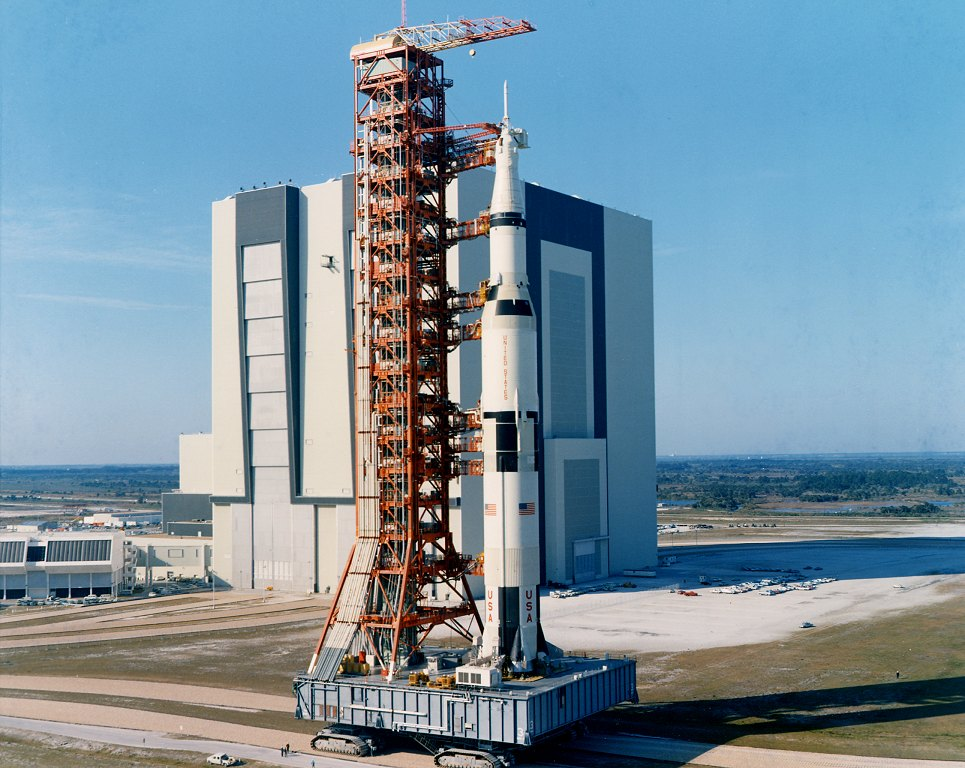
새턴 5호

로켓다인 F-1(Rocketdyne F-1)은 미국의 로켓다인이 개발한 790톤 추력의 액체로켓 엔진이다. 아폴로 11호를 발사한 새턴 V의 1단 엔진이다.

## 역사
누리호 1단 엔진 KRE-075와 같은 가스발생기 사이클의 액체산소/등유 엔진이다. 그러나 F-1 엔진은 진공추력 75톤의 KRE-075에 비해 10배 이상 큰 진공추력 790톤의 초대형 엔진이다. 미국 역사상 최대의 로켓 엔진이다. 인류 최초의 달착륙을 한 아폴로 11호를 발사한 새턴 5호의 1단에 5개의 F-1 엔진을 사용했다.
러시아도 RD-170이라는 800톤 추력의 액체산소/등유 엔진이 있다. 러시아 역사상 최대 출력의 엔진이다. 그러나, 200톤 추력 엔진 4개를 묶은 것이다. 그 하나를 나로호 1단 엔진으로 사용했다.
2019년 현재 미국은 에어로젯 로켓다인이 개발한 RS-68 엔진이 추력 300톤으로 가장 크다. 가스발생기 사이클의 액체산소/액체수소 엔진이며, 델타 4호에 사용한다. 한국은 2020년 누리호 1단에 KRE-075 4개를 묶어 추력 300톤을 낼 계획이다.

## 같이 보기
- RD-170
- 로켓 엔진 비교
- 창정 9